# Matt Berninger
Matt Berninger (* 13. února 1971 Cincinnati) je americký zpěvák. Studoval grafický design na Univerzitě v Cincinnati. Od roku 1999 je členem skupiny The National. V roce 2015 založil spolu s Brentem Knopfem projekt EL VY, s nímž vydal album Return to the Moon. Roku 2019 nazpíval duet „Walking on a String“ se zpěvačkou Phoebe Bridgers pro film Between Two Ferns. Jeho hlas zazněl v seriálu Bobovy burgery. Jeho manželkou je Carin Besser, která působila jako editorka časopisu The New Yorker. Mají spolu dceru jménem Isla. Jeho bratrem je Tom Berninger, který režíroval dokumentární film Mistaken for Strangers o kapele The National.

## Sólová diskografie
- Serpentine Prison (2020)